# Muren van Constantinopel
De muren van Constantinopel omsloten tot in de 15e eeuw het oude Constantinopel (Istanboel) volledig. De zeemuren, en de landmuur van Theodosius aan de westkant van de stad, waren gedurende de gehele middeleeuwen berucht om hun onneembaarheid. De Griekse ingenieurs gebruikten een veel effectievere bouwtechniek dan anderen in de middeleeuwen. De muren in het Byzantijnse rijk waren meestal niet massief, maar bestonden uit dubbele muren die opgevuld werden met puin, waardoor gaten snel gerepareerd konden worden. Talloze legers van Bulgaren, Avaren, Kiptsjakken, Russen, Galaten en Arabieren slaagden er niet in om door de muren heen te komen. De eerste doorbraak van de muren kwam in 1204, toen de Vierde Kruistocht de stad in puin legde. Twee eeuwen later was de stad nog niet hersteld van de schade van de kruistocht, en viel de stad na een relatief kort beleg in handen van de Turkse Osmanen.

## Eerste, tweede en derde ommuring
De eerste muren van de stad werden gebouwd in de 8e eeuw v.Chr. toen Byzantium werd gesticht door Griekse kolonisten uit Megara. Tijdens de bouw bestond de stad uit niet veel meer dan een acropolis. In de Romeinse tijd was de koloniale stad nog relatief onbelangrijk, maar Septimius Severus liet een tweede muurcomplex bouwen tijdens zijn regeerperiode. Hierdoor groeide de oppervlakte van de stad aanzienlijk. Toen Constantijn de Grote de regeringszetel van het Romeinse Rijk verplaatste naar Byzantium (inmiddels tot Constantinopel omgedoopt), liet hij de muren met een derde muurcomplex verder uitbreiden.

## Muur van Theodosius
Theodosius II liet Constantinopel in 412 uitbreiden met een 6,5 km lange dubbele muur die liep van de Zee van Marmara tot de Gouden Hoorn. De muur kreeg zijn naam, maar werd eigenlijk gebouwd onder supervisie van Anthemius van Byzantium, een praefectus praetorio van het Oost-Romeinse Rijk.

### Gegevens
- Materiaal: keien en bakstenen.
- 20 meter brede en 10 meter diepe gracht.
- Binnenmuur: 5 meter dik en 12 meter hoog met zeshoekige torens.
- Buitenmuur: 2 meter dik en 8,5 meter hoog.
  - 96 torens van 18 tot 20 meter hoog.

### Poorten
De stadswallen hadden vroeger tien poorten, nu nog zeven. De belangrijkste waren :
- Edirnepoort (Edirne Kapisi)
- Poort van de H. Romanos, nu Topkapi. De Romanos poort is de plaats waar in 1453 de laatste Byzantijnse keizer, Constantijn XI, gevallen is in de strijd tegen de binnenvallende moslims. Mehmet II had tegenover de stadspoort zijn reuzekanon opgesteld en sloeg daarmee de beslissende bressen in de muur.
- Porta Aurea waarachter nu de vesting Yedikule staat. Yedikule (of Gouden Poort) werd beschouwd als de voornaamste en de mooiste; Zij bestond uit twee grote marmeren gepolijste torens. Op de poort bevonden zich ook gebeeldhouwde olifanten.

27 jaar later, in 439 werd de eerste zeekering gebouwd. In 447 werd de muur beschadigd door een aardbeving maar werd daarna op tijd hersteld om het leger van Attila de Hun tegen te houden. In het noordwestelijke deel van de stad, in de voorstad Blachernae, was de Muur van Theodosius zwakker. Leo I liet ze uitbreiden. Bij de Gouden Hoorn werden ook aparte muren aangelegd.
De muren waren bijna ondoordringbaar zodat de stad tijdens belegeringen talloze legertroepen tegen kon houden. De eerste aanvallers die wel door de verdediging heen kwamen waren de ridders van de Vierde Kruistocht in 1204. Ze klommen op de lage zeeverdediging en braken door de muur van Leo I in Blachernae.

## Inval van de Ottomanen
De tweede en laatste keer dat de verdediging het moest afleggen was tijdens de belegering van Constantinopel in 1453 die werd uitgevoerd door het Ottomaanse Rijk. Opmerkelijk genoeg hoefden de Ottomanen weinig moeite te doen toen ze ontdekten dat de Kerkoporta-poort open stond. Mogelijk was hier verraad in het spel.
Na de belegering maakte de Ottomaanse sultan Mehmed II Constantinopel tot hoofdstad van zijn rijk. Een plaquette markeert de plaats waar de Ottomanen de stad binnenvielen.
In 1458 liet Mehmed II de burcht, die later de naam Yedikule (Zeven Torens) of Gouden Poort
kreeg, weer opbouwen. Later gebruikten de Ottomanen deze burcht als gevangenis.
Er staan grote delen van de Muur van Theodosius nog overeind als herinnering aan het lange tijdperk van het Romeinse Rijk. Verschillende delen zijn beschadigd door aardbevingen, maar er zijn ook stukken gerestaureerd. Er loopt een groot restauratieproject in samenwerking met Duitsland. Het tracé loopt door de buitenwijken van Istanboel, geflankeerd door parken.